# ほぼ日
ほぼ日（ほぼにち）は、コピーライターの糸井重里（通称「darling」（ダーリン））が主宰し、株式会社ほぼ日によって運営されているウェブサイト。以前はほぼ日刊イトイ新聞という名称であったが、2025年6月6日にほぼ日に改称された。
運営会社の株式会社ほぼ日についても、本項で記述する。

## 概要
名称がほぼ日刊イトイ新聞であったときは一般に「ほぼ日」と略されており、サイト内での通称としても公称されていた。元来、日刊では更新の精神的プレッシャーやコンテンツ的にも厳しいと考えた糸井の案で、余裕を持たせて「ほぼ日刊」と称してはいるもの、発足した1998年6月6日午前0時（バリ島時間）のサイト開設以来、毎日何らかのコンテンツが更新されている。
もともとは糸井個人のウェブサイトとして始まったが、Tシャツや手帳といった物販に力を入れていき、高い収益性を誇る国内有数のサイトへと成長した。現在、1日に約150万ページビューに達しており、個人のウェブサイトとしては日本最大規模を誇る。後述の通り会員制の有料コンテンツや、広告スペースの販売などを今日まで一切行っていないにもかかわらず、2014年には年間売上高が30億円に達した。2012年にはポーター賞を受賞している。

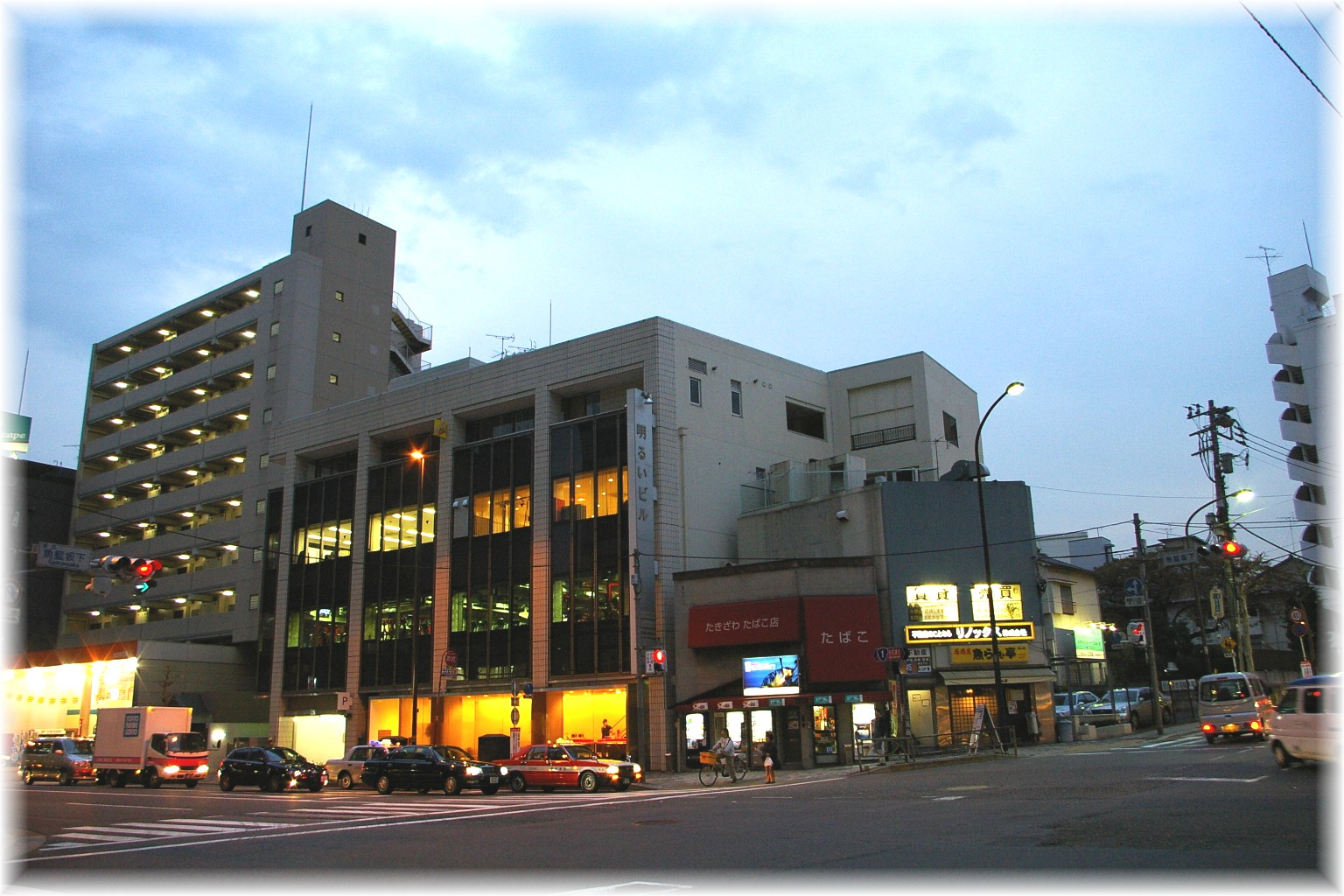
2005年10月までに入居していた明るいビル

ほぼ日の事務所は魚籃坂下の明るいビル内にあったが、2005年11月に青山へ引っ越したのち、ページ規模の拡大に従い幾度かの転居を経験している。

## コンテンツ

### 糸井重里のコラム
糸井重里によって毎日執筆されている「エッセイのようなもの」。トップページに掲載されている。サイト開設以来、一度も休むことなく毎日書き続けられている。
大きな特徴として、これまでに執筆された過去のエッセイは残されておらず、その日のうちに読んでおかないと次の日にはデータが更新されてしまう。ただし、過去のエッセイ等をまとめた書籍が販売されている。
以前は今日のダーリンという名称であったが、2025年6月6日からは毎回タイトルが変わる仕様に変更された。

### 対談
糸井重里自身がゲストを招き、対談を行うコンテンツも多様な業界の人物が訪れる。

### 物販
グッズとして、多くの企画商品を開発と販売を、大手のメーカーと協力して行っており、Tシャツ、カレンダー、綴じ手帳、土鍋など多岐に渡る商品制作が行われている。ほぼ日の収益の中心となっている。
特にほぼ日手帳と呼ばれるオリジナルの綴じ手帳は、サイト黎明期からユーザーの様々な意見を取り入れ完成された人気グッズとなり、「進化する手帳」として現在でも毎年改良を重ねながら販売され続けている。
また、コンテンツから誕生した書籍が、数多く発行されているほか、DCカードと提携した「ほぼ日クレジットカード」まで発行された（現在新規発行は終了）。その他、日清食品とセブンイレブンと共同で、ほぼ日公式のカップラーメン「サルのおせっかい」を制作、販売した事もある。

### 樹の上の秘密基地
糸井重里が制作したゲーム作品「MOTHERシリーズ」との繋がりから任天堂との関係が深く、開設以来「樹の上の秘密基地」という任天堂周辺の連載が続けられている。2006年には任天堂が『MOTHER3』の情報をほぼ日に優先的に提供したり、ほぼ日スタッフが任天堂ホームページのページを担当することや、共同で企画で行うなど緊密な連携が見られた。
なお、任天堂の元社長である岩田聡は糸井との個人的親交のもと、ほぼ日の「電脳部長」の肩書きを持っていた。これは岩田が本サイトの立ち上げと、糸井重里事務所内のオンライン化に友人として個人的に大きく尽力していたため（サイト立ち上げ時、岩田はハル研究所に在籍）。岩田や宮本茂を招いての対談も定期的に行われている。

### イベント
サイト上での展開だけでなく、様々なイベント運営も企画している。主なものとして、立川志の輔を招いた落語会「気仙沼さんま寄席」、東京ドームでの野球観戦（「野球で遊ぼう」）、創刊15周年の記念行事として「はたらきたい展。」を2013年6月6日 - 17日に渋谷のパルコミュージアム、同年12月28日 - 2014年1月19日に梅田ロフト、2014年4月25日 - 5月11日に福岡パルコでそれぞれ開催している。他に、ほぼ日の「乗組員」が厳選した商品を一堂に会した「生活のたのしみ展」を2017年3月・11月に六本木ヒルズ、2018年6月に恵比寿ガーデンプレイス、同年10月に阪急うめだ本店、2019年4月に丸の内、2022・23年GW及び2025年の年初めに新宿住友ビル三角広場でそれぞれ開催している。

### その他

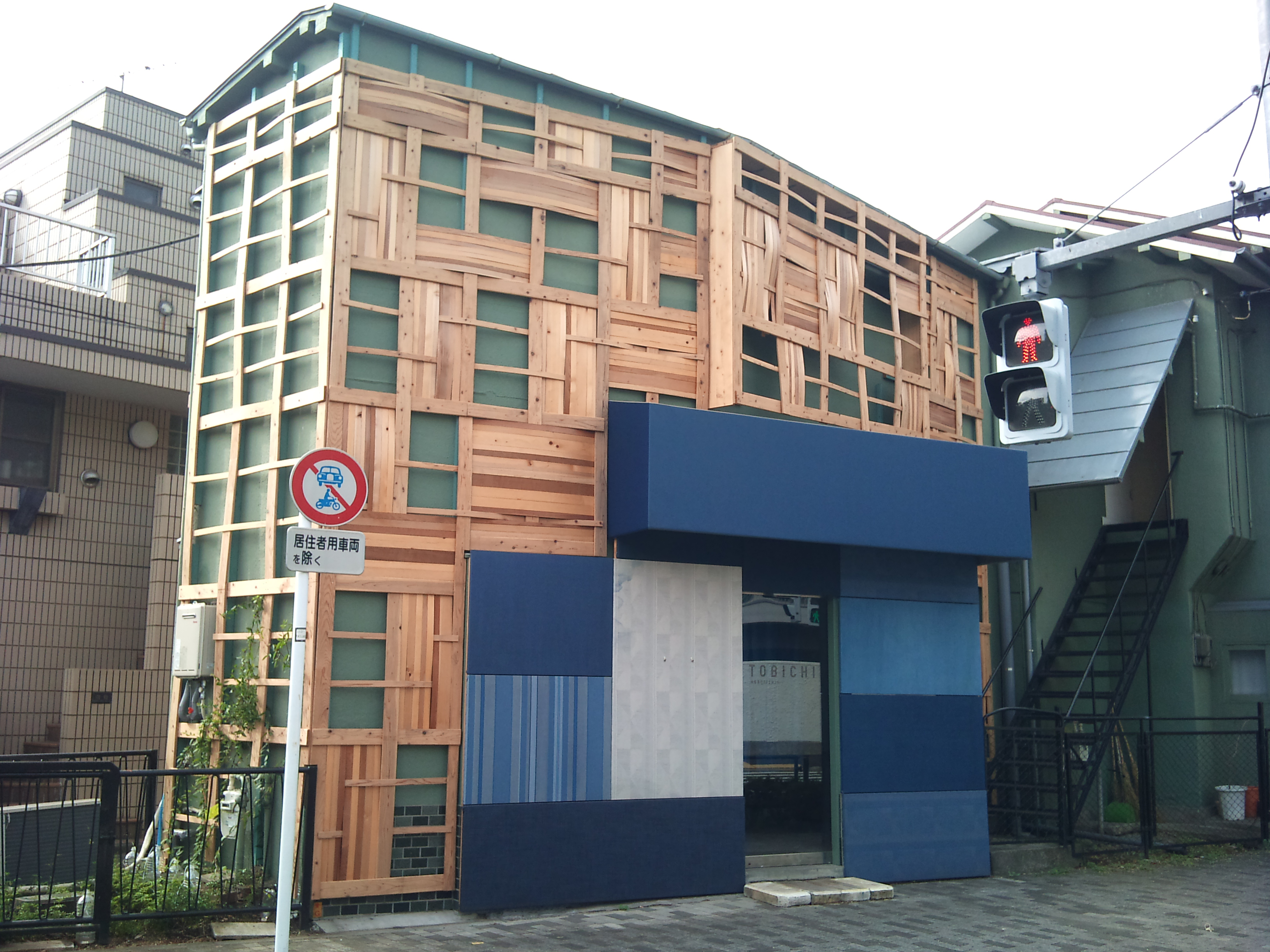
南青山時代のほぼ日の「TOBICHI」

2014年8月2日に直営の店舗兼ギャラリー（イベントスペース）「TOBICHI」（北緯35度39分48.3秒 東経139度43分5.8秒）を本社近くにオープンし、2015年2月22日にはその別館となる「TOBICHI②」（北緯35度39分49.1秒 東経139度43分6.7秒）、2017年6月6日に西日本の拠点を京都（「TOBICHI 京都」（北緯35度0分5.9秒 東経135度46分9.1秒 / 北緯35.001639度 東経135.769194度））にそれぞれオープンしている。なお、東京の「TOBICHI」は2020年11月29日付けで南青山での営業を終了し、2021年1月6日に神田錦町の本社1階に移転した。

## 書籍
- ほぼ日刊イトイ新聞の本
- オトナ語の謎。
- 言いまつがい
- はたらきたい。
- がんばれ自炊くん シリーズ
- はじめての落語。春風亭昇太ひとり会
- Say Hello!あのこによろしく。
- カワイイもの好きな人々。
- ブタフィーヌさん1〜6
- ほぼ日刊イトイ新聞の謎。
- ほぼ日手帳の秘密
- ほぼ日手帳公式ガイドブック
- さらに経験を盗め
- 三位一体モデル
- ベリーショーツ（よしもとばななの短編集）
- 金の言いまつがい
- 銀の言いまつがい
- 黄昏（南伸坊との対談）
- 谷川俊太郎質問箱
- 智慧の実を食べよう。（2003年、詫摩武俊・吉本隆明・藤田元司・小野田寛郎・谷川俊太郎）（DVDもあり）
- 智慧の実を食べよう 学問は驚きだ （2004年、山岸俊男・岩井克人・川勝平太・松井孝典）（DVDもあり）
- 吉本隆明の声と言葉。
- 吉本隆明 五十度の講演（CDセット/MP3セット）
- 吉本隆明が語る親鸞
- はなちゃんの夏休み（石田ゆり子）
- 土屋耕一のことばの遊び場。（土屋耕一、和田誠/糸井重里編集）
- かないくん（文：谷川俊太郎、絵：松本大洋）
- ボクは坊さん。（白川密成） - 連載『坊さん。57番札所24歳住職7転8起の日々。』の書籍化。2015年に映画化[11]
- 小ネタの恩返し（イラスト：和田ラヂヲ）
- LIFE なんでもない日、おめでとう! のごはん。（飯島奈美）
- LIFE2 なんでもない日、おめでとう! のごはん。（飯島奈美）
- LIFE3 なんでもない日、おめでとう! のごはん。（飯島奈美）
- 「LIFE 副菜」おかず、おかわり！（飯島奈美）
- LIFEあつまる。（飯島奈美）
- LIFE 副菜2 もうひと皿！（飯島奈美）
- みんなのおやつ ちいさなレシピを33（なかしましほ）
- うれしいセーター（三國万里子）
- スール（三國万里子、なかしましほ）
- 小さいことばを歌う場所（糸井重里）
- 思い出したら、思い出になった。（糸井重里）
- ともだちがやって来た。（糸井重里）
- ブイヨンの気持ち。（糸井重里）
- ブイヨンの日々。（糸井重里）
- あたまのなかにある公園。（糸井重里）
- イトイの通販生活。（糸井重里）
- 羊どろぼう。（糸井重里）
- さよならペンギン（え：湯村輝彦、ぶん：糸井重里）
- ボールのようなことば。（糸井重里）
- ふたつめのボールのようなことば。（糸井重里）
- 夜は待っている。（糸井重里）
- ぽてんしゃる。（糸井重里）
- ぼくの好きなコロッケ。（糸井重里）
- 忘れてきた花束。（糸井重里）
- 抱きしめられたい。（糸井重里）
- 思えば、孤独は美しい。（糸井重里）

## グッズ
- ほぼ日手帳
- ほぼ日ホワイトボードカレンダー
- やさしいタオル
- ほぼ日ハラマキ
- カレーの恩返し
- ほぼ日のアースボール

## 株式会社ほぼ日
株式会社ほぼ日（ほぼにち、英: Hobonichi Co.,Ltd.）は、「ほぼ日」を運営する会社。商品の企画・販売事業も行っている。
1979年に糸井重里の個人事務所「有限会社東京糸井重里事務所」として設立され2002年に株式会社へ組織変更、2016年に現在の社名となった。2017年3月16日にはJASDAQに上場した。
ほぼ日の収入の約7割がほぼ日手帳の売り上げによるもので、株式市場における業種区分も「小売業」となっている。

### 沿革
出典：
- 1979年12月 - 有限会社東京糸井重里事務所を設立。
- 1998年6月 - 『ほぼ日刊イトイ新聞』を創刊。
- 1999年3月 - 本社を東京都港区東麻布の一軒家（通称「鼠穴（ねずあな）」）に移転。
- 1999年11月 - 初のオリジナル企画商品「ほぼ日Tシャツ」の販売を開始。
- 2001年8月 - 本社を港区三田のビル（通称「明るいビル」）に移転。
- 2002年10月 - 株式会社東京糸井重里事務所に組織変更。
- 2003年12月 - 出版事業を立ち上げ『オトナ語の謎。』を発行。
- 2005年11月 - 本社を南青山の九曜ビルに移転。
- 2010年12月 - 本社を北青山の青朋ビルに移転。
- 2011年11月 - 支社「気仙沼のほぼ日」を宮城県気仙沼市に開設。
- 2013年6月 - 株式会社気仙沼ニッティングを設立。
- 2016年1月 - 本社を北青山のスタジアムプレイス青山に移転。
- 2006年12月 - 株式会社ほぼ日に社名変更。
- 2017年3月 - 東京証券取引所JASDAQ（スタンダード）市場に株式を上場。
- 2019年7月 - 株式会社気仙沼ニッティングが独立。
- 2019年11月1日 - 気仙沼のほぼ日運営終了[19]。
- 2019年11月22日 - 渋谷PARCOに「ほぼ日カルチャん」「ほぼ日曜日」の2店舗を出店[20]。
- 2020年11月16日 - 本社を千代田区神田錦町の自社ビル（ほぼ日神田ビル、旧マミヤビル）に移転[21]。
- 2021年1月6日 - 「TOBICHI東京」を本社1階に移転[10]。
- 2022年4月 - 東京証券取引所の市場区分の見直しにより、東京証券取引所のJASDAQスタンダード市場からスタンダード市場に移行。